# Silke Christiansen
Silke Christiansen (geboren am 6. September 1973) ist eine deutsche Handballtorhüterin und -trainerin.

## Vereinskarriere
Die auf der Position der Torhüterin war in Deutschland bis 1996 bei TSV Nord Harrislee, anschließend bei TuS Walle Bremen, Hessen Hersfeld und vom Jahr 1999 bis zum Jahr 2006 beim Buxtehuder SV aktiv; sie erzielte selbst auch vier Tore für Buxtehude. Nach der Zeit in Buxtehude war sie noch ein Jahr lang bei der SG Handball Rosengarten aktiv, danach beendete sie zunächst ihre Karriere. Ein Comeback für Buchholz-Rosengarten gab sie kurzzeitig als Absicherung auf der Ersatzbank im Oktober 2008.
Mit den Teams aus Bremen und Buxtehude war sie in europäischen Vereinswettbewerben aktiv. Beim Buxtehuder SV wurde sie im Jahr 2001 zur „Spielerin der Saison“ gewählt.

## Nationalmannschaft
Sie bestritt 46 Länderspiele für die deutsche Nationalmannschaft.
Mit dem Team stand sie im Aufgebot bei der Europameisterschaft 1998.

## Trainerin
Silke Christiansen ist nach ihrer aktiven Karriere auch als Torwarttrainerin tätig, seit dem Jahr 2016 beim VfL Stade.

## Privates
Silke Christiansen ist Diplom-Sozialpädagogin und betreut in diesem Beruf auch Opfer von Straftaten. Ihre Lebenspartnerin Melanie Wagner spielte ebenfalls Handball.